# Pachyloides calcartibialis
Pachyloides calcartibialis is een hooiwagen uit de familie Gonyleptidae.